# Providence College
Providence College är ett amerikanskt privat romersk-katolskt college som ligger i Providence, Rhode Island och hade totalt 4 533 studenter (4 022 undergraduate students och 511 postgraduate students) för 2014. Colleget drivs av Dominikanorden.
Utbildningsinstitutionen grundades 1917 som ett college enbart för manliga studenter av Dominikanorden och biskopen i Providence, reverend Matthew Harkins med stöd från påven Benedictus XV och Rhode Islands delstatsregering. 1970 tillät colleget att även kvinnliga studenter fick studera på lärosätet.
De tävlar med 19 collegelag i olika idrotter via deras idrottsförening Providence Friars.

## Alumner
| Biokemist - Robert Gallo Film/TV - Peter Farrelly - Janeane Garofalo - John O'Hurley Idrottare - Noel Acciari - Chris Bailey - Laurie Baker - Brett Berard - Alana Blahoski - Lisa Brown-Miller - Brian Burke - Michael Callahan - Devin Carter - Max Crozier - Mary Cullen - Sara DeCosta-Hayes - Vincent Desharnais - Brandon Duhaime - Kris Dunn - Riley Duran - Mark Fayne - Parker Ford - Hal Gill - Jon Gillies - John Gilmour - Cammi Granato - Mark Jankowski - Geneviève Lacasse | - Jay Leach - Colin McDonald - Roisin McGettigan - Justin Minaya - Brian Pinho - Fernando Pisani - Jonathan Rheault - Kevin Rooney - Tim Schaller - Kimberley Smith - Jaxson Stauber - Brandon Tanev - Matt Taormina - Chris Terreri - Karen Thatcher - Chris Therien - John Treacy - Lenny Wilkens - Ron Wilson Idrottsledare - Brian Burke - Lou Lamoriello - Ron Wilson Politiker/offentlig förvaltning - Christopher Dodd - Thomas J. Dodd - Joseph J. Fauliso - Raymond Flynn - Patrick J. Kennedy - J. Howard McGrath |